# Einsamer Sonntag
Einsamer Sonntag (Originaltitel Sombre Dimanche) ist ein französischer Spielfilm, gedreht 1948 unter der Regie von Jacqueline Audry und veröffentlicht im Jahr 1949. Das Drama handelt von einem ungarischen Musiker und Komponisten, der kurz vor Beginn des Zweiten Weltkriegs nach Frankreich emigriert, sowie einem von ihm verfassten Musikstück, welches er unter dem Eindruck einer nicht erwiderten Liebe schrieb.
Den zentralen roten Faden bildet, wie auch bei der deutsch-ungarischen Neuverfilmung Ein Lied von Liebe und Tod – Gloomy Sunday aus dem Jahr 1999, das Lied Gloomy Sunday (Originaltitel: Szomorú Vasárnap) des ungarischen Komponisten Rezső Seress, das aufgrund seiner melancholischen Stimmung als Lied der Selbstmörder oder auch Ungarisches Selbstmordlied in den 1930er Jahren weltweit bekannt wurde.

## Handlung
Kurz vor Ausbruch des Zweiten Weltkriegs siedelt der ungarische Musiker und Komponist Jan Lazlo nach Frankreich über, wo er sich in eine Frau verliebt, die seine Liebe jedoch nicht erwidert. Unter dem Einfluss dieser Situation verfasst er ein Musikstück mit dem Namen Sombre Dimanche. Schon vor Veröffentlichung kommt es zu mehreren Selbstmorden, die sämtlich auf die Wirkung des Liedes zurückgeführt werden. Dennoch will Jans Agent Max das Stück auf jeden Fall veröffentlichen. Er schreckt dabei, zur Steigerung der Öffentlichkeitswirkung, auch nicht davor zurück, Michèle, die Freundin seines Geschäftspartners Bob, zu einem vorgetäuschten Selbstmord zu überreden.

## Hintergründe
Im Jahr 1999 wurde, basierend auf der wahren Begebenheit und nach der Vorlage des Romans Lied vom traurigen Sonntag von Nick Barkow unter der Regie von Rolf Schübel eine Neuverfilmung des Stoffs mit dem Titel Ein Lied von Liebe und Tod – Gloomy Sunday gedreht.